# Antiga Tessàlia
L'antiga Tessàlia (en grec àtic: Θεσσαλία, Thessalia o Θετταλία, Thettalia) va ser una de les regions tradicionals de l'antiga Grècia. Durant el període micènic, Tessàlia era coneguda com a Eòlida, nom que es va continuar utilitzant per a una de les principals tribus de Grècia, els eolis, i el seu dialecte grec, eòlic.

## Geografia
En la seva màxima extensió, l'antiga Tessàlia era una àmplia zona que s'estenia des de la muntanya de l'Olimp al nord fins a la vall d'Esperqueu al sud. Tessàlia és una regió geogràficament diversa, formada per àmplies planes centrals envoltades de muntanyes. Les planes estan delimitades per les muntanyes Pindos a l'oest, la muntanya Otris al sud, les serres del Pelió i Ossa a l'est i la muntanya Olimp al nord. Les planes centrals consten de dues conques, la conca de Larisa i la conca de Karditsa, drenades pel riu Peneu a la vall de Tempe. El golf Pagaseu, al sud-est de Tessàlia, era i és l'única massa d'aigua adequada per als ports de la regió.

## Història
Tessàlia va albergar extenses cultures neolítiques i calcolítiques cap al 6000 aC – 2500 aC. També s'han descobert assentaments micènics.
En la mitologia, Tessàlia era la pàtria dels herois Aquil·les i Jasó, així com de criatures i pobles mitològics, centaures, làpites, flègies i mirmídons. Les antigues tribus de Tessàlia esmentades per Homer o altres poetes eren: Eòlies, Magnetes, Perrhaebis i Pelasgis.
El nom de Tessàlia registrat epigràficament en variants eòliques *Πετταλία, Πετθαλία, Φετταλία, Θετταλία.